# Tortonium
| ❮ | System      | Serie   | Stufe        | ≈ Alter (mya) |
| ❮ | später      | später  | später       | jünger        |
| - | ----------- | ------- | ------------ | ------------- |
| ❮ | N e o g e n | Pliozän | Piacenzium   | 2,588 ⬍ 3,6   |
| ❮ | N e o g e n | Pliozän | Zancleum     | 3,6 ⬍ 5,333   |
| ❮ | N e o g e n | Miozän  | Messinium    | 5,333 ⬍ 7,246 |
| ❮ | N e o g e n | Miozän  | Tortonium    | 7,246 ⬍ 11,62 |
| ❮ | N e o g e n | Miozän  | Serravallium | 11,62 ⬍ 13,82 |
| ❮ | N e o g e n | Miozän  | Langhium     | 13,82 ⬍ 15,97 |
| ❮ | N e o g e n | Miozän  | Burdigalium  | 15,97 ⬍ 20,44 |
| ❮ | N e o g e n | Miozän  | Aquitanium   | 20,44 ⬍ 23,03 |
| ❮ | früher      | früher  | früher       | älter         |

Das Tortonium (häufig verkürzt zu Torton) ist in der Erdgeschichte die fünfte chronostratigraphische Stufe des Miozäns (Neogen). Sie begann geochronologisch etwa vor 11,62 Millionen Jahren und endete vor etwa 7,246 Millionen Jahren und dauerte somit ca. 4,3 Millionen Jahre. Die Stufe folgt auf das Serravallium und wird vom Messinium abgelöst.

## Namensgebung und Geschichte
Die Stufe ist nach der Stadt Tortona in der Provinz Alessandria, Region Piemont (Italien) benannt. Die Stufe und der Name wurden vom schweizerischen Geologen Karl Mayer-Eymar 1858 eingeführt.

## Definition und GSSP
Die untere Grenze der Stufe ist durch das letzte gemeinsame Vorkommen der kalkigen Nannofossil-Art Discoaster kugleri und der planktonischen Foraminiferen-Art Globigerinoides subquadratus definiert. Die Grenze ist assoziiert mit der kurzen normal-polaren magnetischen Polaritäts-Subchrone C5r.2n. Die obere Grenze ist durch das unterste Vorkommen der planktonischen Foraminiferen-Art Globorotalia conomiozea definiert. Die Grenze liegt etwa in der Mitte der magnetischen Polaritäts-Chronozone C3Br.1r. Das offizielle Typprofil der Internationalen Kommission für Stratigraphie (GSSP = „Global Stratotype Section and Point“) ist das Monte dei Corvi-Strand-Profil bei Ancona (Italien).